# 蝾螈道士和影子操作团
《蝾螈道士和影子操作團》（韓語：도롱뇽도사와 그림자 조작단），為SBS從2012年1月27日起，每週五晚上11點播出的情境劇。由崔珉豪、金奎善、柳賢慶、林元熙、李炳俊、吳達庶主演。

## 演員陣容

### 主要人物
| 演員   | 角色   | 介紹 | 登場集數 |
| 崔珉豪 | 崔珉赫 | 天才電腦駭客、外號「」。因殺父兇手右手手臂上有蠑螈紋身圖案，而找上蠑螈道士家。發現真蠑螈道士得了痴呆，只好幫助假道士賺錢，以尋找真正擁有蠑螈紋身的人。 | 全集     |
| 柳賢京 | 奉慶子 | 前重案組強盜科女刑警，後因「麻浦Luppin」事件而被降職至女青年組。單親媽媽、育有一子。喜歡用花圖占卜。                                                   | 全集     |

### 其他人物
| 演員   | 角色   | 介紹 | 登場集數     |
| 吳達庶 | 金先達 | 天才騙子、「麻浦Luppin」小偷老大、（假）蠑螈道士                                                           | 全集         |
| 林元熙 | 林元三 | 「麻浦Luppin」小偷助手、假蠑螈道士助手。性格單純、力氣大、棒球接球手出身，患有過敏性腸症候群和幽閉恐懼症。 | 全集         |
| 金奎善 | 金奎善 | 車展名模                                                                                                   | 第1-3, 6-8集 |
| 李炳俊 | 李范圭 | 得了癡呆症的（真）蠑螈道士、三賢集團專屬人                                                                 | 全集         |
| 金泰俊 | 民宰   | 奉慶子的兒子                                                                                               | 第5-8集      |
| 尹尚浩 | 尹尚浩 | 奉慶子的前輩。因「麻浦Luppin」事件，被慶子拖下水，一起被貶到女青年組。有一子。                             | 第1－6集     |
|        | 金賢哲 | 女青年組生活安全科科長。口頭禪是每句後加狗屁（개뿔）。                                                     | 第 集        |

### 客串出演
| 演員        | 角色         | 介紹 | 登場 集數    |
| 韓旻寬      |              | 因得到真蠑螈道士的指點，賺到大錢，特地拜訪留下貨品（女僕服）、打糕以及藏在打糕盒裡的一大疊鈔票。 | 第1集        |
| 孫昊永      | 金時侑       | 獸醫師、金奎善男友。想殺女友以得到巨大保險金額，2年前曾有同樣犯案紀錄。模仿「麻浦Luppin」犯案殺死前犯案記錄受益者。 | 第1集 第10集 |
| 李茂松      |              | 因內褲穿反以及衣服的異常痕跡而被老婆懷疑出軌，與老婆在大街道上吵架。 | 第1集        |
| 盧士燕      |              | 因老公內褲穿反以及衣服的異常痕跡而懷疑老公出軌，與老公在大街道上吵架。 | 第1集        |
| 張光        | 朴正勛       | 麻浦警察廳廳長、強盜科科長。 | 第1集        |
|             | 金美淑       | 八昇派黑幫老大的妻子。因老公外遇而去找蠑螈道士算命，被假道士訓導成敢於對抗老公與他的外遇對象，後得知道士3人被老公綁架，氣得把老公當場壓制。 | 第2集        |
| 安奭奐      |              | 八昇派黑幫老大。因老婆去找蠑螈道士算命，老婆被假道士訓導成敢於對抗自己與自己的外遇對象，而去綁架道士3人。左手臂上有蠑螈紋身，差點被珉赫誤以為是殺父兇手。 | 第2集        |
| Dynamic Duo |              | 「激情AV團」團長，以各種偷拍來賺錢，因盜竊奎善的內褲而被捕。 | 第2集        |
| 龍俊亨      |              | 和L與珉赫曾為3人盜竊團體，利用珉赫曾盜竊的相片威脅珉赫幫助偷畫。 | 第3集        |
| L           |              | 和龍俊亨與珉赫曾為3人盜竊團體，利用珉赫曾盜竊的相片威脅珉赫幫助偷畫。 | 第3集        |
|             | 金泰源       | 專門賣畫給中國財閥。 | 第3集        |
| 黃光熙      |              | 尋求蠑螈道士算命，後因符咒太貴、覺得騙錢，而氣憤離開。 | 第3集        |
| 太妍        | 太妍         | 三賢集團會長的孫女。三賢會長想把她嫁出去，尋求真蠑螈道士算八字。 | 第3集        |
| 朴徽淳      |              | 在新開的占卜館內，以棍刑來讓客人減輕罪孽。 | 第3集        |
| 李泰民      |              | 花店店員。因妹妹需要做眼角膜手術，而使用一直專研的偽造技術來騙錢。擅長偽裝與偽造支票以及紙幣。 | 第4集 第10集 |
| 孫娜恩      |              | 花店店員的妹妹。小時爺爺去世，同時眼睛看不見，需要做眼角膜手術。少年時已知哥哥在鑽研偽造技術，但未有制止。 | 第4集        |
| KEY         |              | 在到花店買花的過程中，因其穿著與花店店員相同，而被誤認為犯人。 | 第4集        |
|             | Charles      | 黑人，在Krystal的水晶占卜館中任職保安。 | 第4集        |
| G.NA        | Krystal      | 秀妍的媽媽。於蠑螈道士家門前附近新開了一間占卜館，使用水晶球為客人占卜。因個人恩怨而要找真蠑螈道士報仇。 | 第4集        |
| 全烋星      | 秀妍         | Krystal的女兒，與珉赫是青梅竹馬。使用電腦以及裝置於水晶球裡的隱藏攝影機，來協助媽媽進行占卜。 | 第4集        |
| 利特        |              | 《奇人對決》節目主持人。 | 第4集        |
|             | 金智敏       | 《奇人對決》節目委託人。女子組合的練習生，三姐妹裡的老么。 | 第4集        |
| 李周妍      | 金詩羅       | 因受愛人慧成死亡的打擊而尋死，後得元三以假鬼上身得到慰籍，得知金智勛殺害了自己的愛人慧成。 | 第5集        |
| 李鉉宇      | 朴慧成       | 著名畫家，曾在海外舉辦展覽。 | 第5集        |
| Alex        | 金智勛       | 慧成的好友。因投資證券失敗，把所有的公款輸光，而下毒手殺害慧成，企圖把所有慧成的作品拍賣取得金錢。 | 第5集        |
|             |              | 民宰的爸爸。與慶子在音樂劇認識，後與慶子離婚。在酒店遇見臥底中的慶子，邀請慶子與她的假男友先達一起約會順道介紹未婚妻。去蠑螈道士算命定訂婚日期，揭破假男友先達的身分。 | 第5集        |
|             | 智英         | 民宰爸爸的訂婚對象。與民宰爸爸和慶子&先達一起約會。 | 第5集        |
| IU          | 智恩         | 患了絕症，無父無母在孤兒院長大。因訂下了10件死前要做的事，而在麵包店偷了元三帶來的先達的錢包，盜用了先達的卡捐了500萬給孤兒院和使用先達的公民證開了尹玹雅的Anti網站。後多次與元三以珉赫相片約見，陰差陽錯下被元三發現自己患了絕症的事。元三為了完成智恩的遺願，故意讓珉赫假扮自己與智恩到南山塔約會並讓智恩唱歌給假扮智恩爸爸的先達聽，事後被智恩識破。 | 第6集        |
| Tiger JK    | Tiger        | 有名的小說作家，著名作『怪物』。假扮乞丐和有失憶症的人，在道士家偷東西吃和用，並把地下室佔用，後被先達跟元三發現。同時因珉赫找不出x而要離開，先達和元三為了挽留珉赫而讓Tiger假扮x謊稱為珉赫爸爸的朋友並偽造事實，但不久後因真道士受不了用水抹掉Tiger身上的假紋身，讓珉赫憤恨的離開。                                                                    | 第6集        |
| 卓在勳      | 李勝勛       | 真道士李范圭的大兒子，在美國生活。因有事找爸爸而回來探望並留宿2天，但先達跟元三害怕真道士得癡呆症的事會被勝勛發現並影響假道士們賺錢，勝勛一而再再而三地被假道士們阻擾與爸爸的見面，更發現假道士們的奇異。最後勝勛離開前回頭從後抱著真道士他爸爸，范圭默默從口袋裡拿出一把鑰匙並交到他手上。                                                             | 第7集        |
| 林秀香      | 林秀美/ 勝研 | 因男友燦宇劈腿，在跟蹤男友時，遇見被錯認為前女友秀美的珉赫。元三主動要求幫忙拆散勝研男友與他劈腿對象智敏，不久收到男友要跟智敏求婚後感到非常難過，在最後作戰計畫，成功把男友與智敏拆散，但自己已不再留戀於燦宇。 | 第8集        |
| G.O         | 燦宇         | 勝研的劈腿男友。因劈腿其他女生，而被勝研跟蹤。後跟劈腿女智敏求婚，但被元三等人成功拆散。 | 第8集        |
|             | 智敏         | 燦宇的劈腿對象。曾在元三的作戰計劃一裡被燦宇英雄救美，在計畫二裡與燦宇接吻，在計劃三裡被求婚，但被元三故意破壞，與燦宇分手。 | 第8集        |
| 韓昇延      |              | 。 | 第8集        |
| 韓智厚      |              | 。 | 第8集        |
| 金恩靜      |              | 。 | 第8集        |

## 原聲帶
- Part.1（發行日期：2012年1月27日）

| 曲序     | 曲目                                       |                 | 作曲            | 演唱     | 时长 |
| -------- | ------------------------------------------ | --------------- | --------------- | -------- | ---- |
| 1.       | Notebook（노트북）                         | 洪真英 (홍진영) | 洪真英 (홍진영) | 8eight   | 3:29 |
| 2.       | Notebook - Instrumental（노트북 - 연주곡） |                 | 洪真英 (홍진영) | 8eight   | 3:29 |
| 总时长： | 总时长：                                   | 总时长：        | 总时长：        | 总时长： | 6:58 |

- Part.2（發行日期：2012年2月20日）

| 曲序     | 曲目                                           |                 | 作曲            | 演唱       | 时长 |
| -------- | ---------------------------------------------- | --------------- | --------------- | ---------- | ---- |
| 1.       | I Love You（사랑한다）                         | 洪真英 (홍진영) | 洪真英 (홍진영) | Sunny Hill | 3:20 |
| 2.       | I Love You - Instrumental（사랑한다 - 연주곡） |                 | 洪真英 (홍진영) | Sunny Hill | 3:20 |
| 总时长： | 总时长：                                       | 总时长：        | 总时长：        | 总时长：   | 6:40 |

- Part.3（發行日期：2012年3月5日）

| 曲序     | 曲目                                        |                 | 作曲            | 演唱            | 时长 |
| -------- | ------------------------------------------- | --------------- | --------------- | --------------- | ---- |
| 1.       | Waiting（기다린다）                         | 洪真英 (홍진영) | 洪真英 (홍진영) | 趙賢雅 (조현아) | 4:09 |
| 2.       | Waiting - Instrumental（기다린다 - 연주곡） |                 | 洪真英 (홍진영) | 趙賢雅 (조현아) | 4:09 |
| 总时长： | 总时长：                                    | 总时长：        | 总时长：        | 总时长：        | 8:18 |

## 外部連結
- SBS （页面存档备份，存于） 

| 韓國 SBS 每週情境劇                | 韓國 SBS 每週情境劇                                  | 韓國 SBS 每週情境劇 |
| ---------------------------------- | ---------------------------------------------------- | ------------------- |
|                                    | 蝾螈道士和影子操作团 （2012年1月27日-2012年3月30日） |                     |
| 歡迎來到這場SHOW （2011年3月16日） | —                                                    |                     |